# Persistência do canal arterial
Persistência do canal arterial ou canal arterial persistente é uma doença congênita caracterizada pelo não fechamento do duto arterioso (canal arterial) após o nascimento.

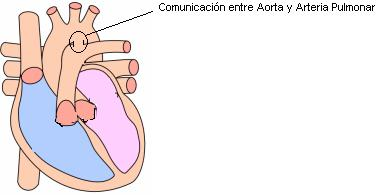
Esquema representando o duto arterioso

O duto arterioso é um desvio (shunt) do tronco da artéria pulmonar para a aorta, e é importante para a circulação fetal pois o feto não usa os pulmões para oxigenar o sangue, portanto não há necessidade de que tanto sangue circule pelos alvéolos pulmonares
Ao nascimento, a partir do momento que o recém-nascido começa a respirar, várias modificações ocorrem na circulação. O fechamento do duto arterioso ocorre de doze horas a dois dias após o nascimento.
As consequências do não-fechamento do duto arterioso são:
- Cansaço, notado principalmente durante a amamentação[1]
- Infecções respiratórias constantes[1]
- Dificuldades para respirar[2]
- Frequência cardíaca acelerada[2]
- Impossibilidade de ganhar peso[2]

E, com a evolução da doença:
- Insuficiência cardíaca[1][2]
- Hipertensão pulmonar[1]

A correção é, normalmente, com o uso de indometacina e cirurgia nos casos refratários.